# Kateřina Janatová
Kateřina Janatová (* 13. března 1997 Jilemnice) je česká reprezentantka v běhu na lyžích. Zpočátku se prosazovala především ve sprintu, ale postupně se vypracovala v univerzálku, která umí kombinovat sprinty s distančními závody.

## Sportovní kariéra
S lyžováním začínala v rodné Jilemnici. V osmnácti letech poprvé startovala ve Světovém poháru v běhu na lyžích v Novém Městě na Moravě. Po téměř dvouletém odstupu si v sezóně 2017/18 připsala dalších devět startů – nejlepšího umístění dosáhla v Davosu, kde ve sprintu dojela v kvalifikaci na 44. místě. V sezóně 2018/19 poprvé získala body do celkového hodnocení SP – ve sprintu v Toblachu, který byl úvodní etapou Tour de Ski dojela na 29. místě. Týmového úspěchu dosáhla s Petrou Hynčicovou ve sprintu dvojic na Světovém poháru v Drážďanech, kde postoupily do finále a obsadily osmé místo.
Na průnik do elitní třicítky ve Světovém poháru navázala i v sezóně 2019/20 a čtyřikrát si během ní zlepšila své kariérní maximum. Nejprve v Davosu ve sprintu obsadila 23. místo, o týden později v Planici byla opět ve sprintu ještě o příčku lepší. Dalšího zlepšení dosáhla osmnáctým místem ve sprintu v Lenzerheide, který byl druhou etapou Tour de Ski. Že není jen sprinterkou, dokázala, když absolvovala celou Tour včetně závěrečného výstupu na Alpe Cermis, v němž dojela dvacátá devátá a celkově udržela 27. pozici. Před domácím publikem v Novém Městě na Moravě se prosadila i v distančních závodech – na volné desítce byla třináctá, v klasické stíhačce pak o tři příčky klesla. Vrcholem sezóny pak pro ní bylo Mistrovství světa v běhu na lyžích do 23 let v Oberwiesenthalu, kde ve sprintu obsadila 5. místo.
V sezóně 2020/21 si kariérní maximum z předchozí sezóny ještě vylepšila − ve sprintu v Drážďanech měla nejrychlejší čas v kvalifikaci, poprvé v životě postoupila do semifinále a celkově skončila na devátém místě. V dalších třech sprinterských závodech sezóny (Davos, Val Müstair, Ulricehamn) obsadila 17. místo a v celkové klasifikaci sprintu se proti předešlé sezóně zlepšila o 16 míst. Naopak méně úspěšná byla v distančních závodech – nejlépe zajela 10 km volně v Davosu na 23. místě. Na mistrovství světa v Oberstdorfu se sprinterský závod jel její méně oblíbenou klasickou technikou a trochu nečekaně skončila už v kvalifikaci, naopak spokojená byla se svým výkonem v závodu na 10 km volně, v němž obsadila 21. místo a byla nejlepší z českých reprezentantek.
V olympijské sezóně 2021/22 ve Světovém poháru podruhé v kariéře postoupila do semifinále sprintu – v Lahti ve sprintu volnou technikou obsadila 11. místo. V distančních závodech zajela nejlépe v závěrečné etapě Tour de Ski – na Alpe Cermis vyjela na 27. místě a stejně skončila i v celkové klasifikaci Tour. Při své premiéře na olympiádě byla v Pekingu nejlepší z českých závodnic ve sprintu (19. místo) a také v závodě volnou technikou na 30 km (22. místo).
Své kariérní maximum v distančních závodech dokázala vyrovnat ve svém prvním závodě sezóny 2022/2023 v Lillehammeru, kde v běhu na 10 km volnou technikou dojela na 13. místě, stejně jako v roce 2020 v Novém Městě na Moravě. V úvodní etapě Tour de Ski pak zlepšila i své celkové kariérní maximum, když ve sprintu volnou technikou ve Val Müstair vybojovala sedmé místo. V následujícím stíhacím závodě na 10 kilometrů klasicky zajela opět třináctá. Celkově Tour de Ski dokončila na 24. místě, což byl její nejlepší výsledek v kariéře v tomto etapovém závodě, litovala jen etap v Oberstdorfu, kde skončila v páté a ve čtvrté desítce, což jí stálo ještě lepší výsledek. V dalších závodech Světového poháru ještě dvakrát postoupila do semifinále ve sprintu – v Livignu skončila desátá a v Toblachu dvanáctá a v distančních závodech potřetí vyrovnala své nejlepší třinácté místo – v Les Rousses v běhu na 10 km volně. Na mistrovství světa v Planici zajela své kariérní maximum na šampionátech jak ve sprintu – 17. místo, přestože se jel její méně oblíbenou klasickou technikou, tak v distančním závodě na 10 km volnou technikou – 18. místo.
Sezónu 2023/2024 zahájila při závodech ve finské Ruce umístěními ve třetí desítce. Nejlepšího výsledku v části sezóny před Tour de Ski dosáhla při sprintu v Trondheimu, kde obsadila 19. místo a stejné místo jí patřilo po sedmi odjetých závodech i v celkové klasifikaci. Na Tour de Ski nabrala ztrátu ve 2. etapě, když v závodě na 10 km klasicky v Toblachu zaběhla 35. čas, ale pak se pořadím posouvala vzhůru. Po čtvrté etapě, kdy se posunula na 23. místo, řekla „Na Tour se cítím závod od závodu lépe, akorát mi tam pořád něco chybí, aby to byl top výsledek.“ Hned v následující etapě se poprvé v kariéře ve Světovém poháru dostala do nejlepší desítky v distančním závodě – ve stíhacím závodě na 20 km klasicky doběhla na desátém místě. a v předposlední šesté etapě na 15 km klasicky s hromadným startem dojela čtrnáctá. Celkově Tour dokončila na 18. místě, čímž si znovu vylepšila svůj nejlepší výsledek v tomto etapovém závodě, a v celkové klasifikaci sezóny SP se vrátila na 19. místo. V druhé polovině sezóny se jí ve sprintu dvakrát podařilo postoupit do semifinále – v Gomsu skončila dvanáctá, v Lahti desátá a v distančních závodech se umístila pětkrát v druhé desítce, včetně 19. místa na Holmenkollenu, což byl její první absolvovaný závod na 50 km v rámci SP. V této sezóně absolvovala až na jediný závod (poslední před Tour de Ski) kompletní program Světového poháru a to jí společně s vyrovnaností jejích výkonů zajistilo 13. místo v celkové klasifikaci, čímž překonala umístění Evy Vrabcové Nývltové ze sezóny 2013/2014 a dosáhla nejlepšího výsledku českých běžkyň na lyžích od roku 2007.

## Výsledky

### Výsledky ve Světovém poháru
| Sezóna  | Věk | Sezónní výsledky | Sezónní výsledky | Sezónní výsledky | Sezónní výsledky | Výsledky na Ski Tour | Výsledky na Ski Tour | Výsledky na Ski Tour | Výsledky na Ski Tour |
| Sezóna  | Věk | Celkově          | Distance         | Sprinty          | U23              | Nordic Opening       | Tour de Ski          | WC Final             | Ski Tour Kanada      |
| ------- | --- | ---------------- | ---------------- | ---------------- | ---------------- | -------------------- | -------------------- | -------------------- | -------------------- |
| 2015/16 | 18  | —                | —                | —                | —                | —                    | —                    | —                    | —                    |
| 2017/18 | 20  | —                | —                | —                | —                | 70.                  | DNF                  | —                    | —                    |
| 2018/19 | 21  | 115.             | —                | 81.              |                  | —                    | DNF                  | —                    | —                    |
| 2019/20 | 22  | 47.              | 44.              | 33.              | 7.               | DNF                  | 27.                  | —                    | —                    |
| 2020/21 | 23  | 41.              | 65.              | 17.              | —                | 48.                  | 39.                  | —                    | —                    |
| 2021/22 | 24  | 38.              | 71.              | 21.              | —                | —                    | 27.                  | —                    | —                    |
| 2022/23 | 25  | 23.              | 27.              | 23.              | —                | —                    | 24.                  | —                    | —                    |
| 2023/24 | 26  | 13.              | 25.              | 18.              | —                | —                    | 18.                  | —                    | —                    |

### Výsledky na OH
| Rok  | Věk | 10 km | 15 km skiatlon | 30 km hromadný start | sprint | 4 × 5 km štafeta | sprint dvojic |
| ---- | --- | ----- | -------------- | -------------------- | ------ | ---------------- | ------------- |
| 2022 | 24  | 34.   | —              | 22.                  | 19.    | 13.              | 15.           |

### Výsledky na MS
| Rok  | Věk | 10 km | 15 km skiatlon | 30 km hromadný start | sprint | 4 × 5 km štafeta | sprint dvojic |
| ---- | --- | ----- | -------------- | -------------------- | ------ | ---------------- | ------------- |
| 2019 | 21  | 60.   | —              | —                    | 41.    | —                | 13.           |
| 2021 | 23  | 21.   | —              | —                    | 32.    | 8.               | 8.            |
| 2023 | 25  | 18.   | 33.            | DNS                  | 17.    | 9.               | 7.            |
| 2025 | 27  | —     | 18.            | 12.                  | 18.    | 8.               | 8.            |